# Кваліфікація Ліги конференцій УЄФА 2022—2023: основний шлях
У цій статті викладено результати матчів основного шляху кваліфікації Ліги конференцій УЄФА 2022—23.
Час вказано за київським часом. Місцевий час, якщо відрізняється, вказано в дужках.

## Перший кваліфікаційний раунд

### Результати
| Команда 1         | Заг.           | Команда 2         | 1-й матч | 2-й матч |
| ----------------- | -------------- | ----------------- | -------- | -------- |
| Алашкерт          | 2:4            | Хамрун Спартанс   | 1:0      | 1:4      |
| Лехія (Гданськ)   | 6:2            | Академія Пандєва  | 4:1      | 2:1      |
| Інтер (Турку)     | 1:3            | Дріта             | 1:0      | 0:3      |
| Динамо (Тбілісі)  | 4:4 (пен. 5:6) | Пайде             | 2:3      | 2:1 (дч) |
| Паневежис         | 0:2            | Мілсамі           | 0:0      | 0:2      |
| Лачі              | 1:0            | Іскра             | 0:0      | 1:0      |
| Г'їлані           | 2:3            | Лієпая            | 1:0      | 1:3      |
| Сфинтул Георге    | 2:4            | Мура 05           | 1:2      | 1:2      |
| КуПС              | 2:0            | Діла              | 2:0      | 0:0      |
| Ружомберок        | 2:0            | Кауно Жальгіріс   | 2:0      | 0:0      |
| Будучност         | 4:2            | Ллапі             | 2:0      | 2:2      |
| Гзіра Юнайтед     | 2:1            | Атлетік Ескальдес | 1:1      | 1:0 (дч) |
| Борац (Баня-Лука) | 3:3 (пен. 3:4) | Б36 Торсгавн      | 2:0      | 1:3 (дч) |
| Олімпія (Любляна) | 3:2            | Діфферданж 03     | 1:1      | 2:1 (дч) |
| Сент-Джозефс      | 1:0            | Ларн              | 0:0      | 1:0      |
| УЕ Санта-Колома   | 1:5            | Брєйдаблік        | 0:1      | 1:4      |
| ДАК 1904          | 5:1            | Кліфтонвілл       | 2:1      | 3:0      |
| Вікінгур          | 3:1            | Юероп             | 1:0      | 2:1      |
| Бала Таун         | 2:2 (пен. 3:4) | Слайго Роверз     | 1:2      | 1:0 (дч) |
| Фола              | 1:4            | Тре Фйорі         | 0:1      | 1:3      |
| Динамо (Мінськ)   | 3:2            | Дечич             | 1:1      | 2:1      |
| Тре Пенне         | 0:8            | Тузла Сіті        | 0:2      | 0:6      |
| Сабуртало         | 1:1 (пен. 5:4) | Партизані         | 0:1      | 1:0 (дч) |
| Шкендія           | 4:2            | Арарат (Єреван)   | 2:0      | 2:2      |
| Флоріана          | 0:1            | Петрокуб          | 0:0      | 0:1      |
| Погонь (Щецин)    | 4:2            | Рейк'явік         | 4:1      | 0:1      |
| ГБ Торсгавн       | 2:2 (пен. 2:4) | Ньютаун           | 1:0      | 1:2 (дч) |
| Бруно Мегпіс      | 3:4            | Крузейдерс        | 2:1      | 1:3      |
| Флора             | 3:4            | СЯК               | 1:0      | 2:4 (дч) |
| Деррі Сіті        | 0:4            | Рига              | 0:2      | 0:2      |

1. 1 2 3 4  Порядок матчів було змінено після жеребкування.

### Матчі
| Алашкерт       | 1:0      | Хамрун Спартанс |
| -------------- | -------- | --------------- |
| - Єдігарян 25' | Протокол |                 |

| Хамрун Спартанс                                  | 4:1      | Алашкерт       |
| ------------------------------------------------ | -------- | -------------- |
| - Прша 55' - Гіллом'є 63' - Хонні 73' - Додо 75' | Протокол | - Єдігарян 48' |

Хамрун Спартанс перемогли 4:2 за сумою матчів.
| Лехія (Гданськ)                                 | 4:1      | Академія Пандєва |
| ----------------------------------------------- | -------- | ---------------- |
| - Флавіу Пайшау 17', 39', 66' - Зволинський 25' | Протокол | - Йокович 81'    |

| Академія Пандєва | 1:2      | Лехія (Гданськ)          |
| ---------------- | -------- | ------------------------ |
| - Мітровскі 57'  | Протокол | - Гайос 35' - Пєтжак 82' |

Лехія перемогли 6:2 за сумою матчів.
| Інтер (Турку) | 1:0      | Дріта |
| ------------- | -------- | ----- |
| - Ніска 77'   | Протокол |       |

| Дріта                          | 3:0      | Інтер (Турку) |
| ------------------------------ | -------- | ------------- |
| - Сімоновскі 2' - Муя 49', 51' | Протокол |               |

Дріта перемогли 3:1 за сумою матчів.
| Динамо (Тбілісі)                 | 2:3      | Пайде                               |
| -------------------------------- | -------- | ----------------------------------- |
| - Схіртладзе 22' - Харабадзе 65' | Протокол | - Луц 61' - Сінгатех 81' - Піхт 89' |

| Пайде                                                      | 1:2 (дч) | Динамо (Тбілісі)                                              |
| ---------------------------------------------------------- | -------- | ------------------------------------------------------------- |
| - Сінгатех 115' (пен.)                                     | Протокол | - Схіртладзе 69' - Антилевський 93'                           |
| Пенальті                                                   |          |                                                               |
| - Мошников - Палуметс - Тамбеду - Саарма - Сінгатех - Піхт | 6:5      | - Антилевський - Куція - Осей - Камара - Габедава - Харабадзе |

4:4 за сумою матчів. Пайде перемогли 6:5 по пенальті.
| Паневежис | 0:0      | Мілсамі |
| --------- | -------- | ------- |
|           | Протокол |         |

| Мілсамі                         | 2:0      | Паневежис |
| ------------------------------- | -------- | --------- |
| - Спетару 4' - Акпудже 54' (аг) | Протокол |           |

Мілсамі перемогли 2:0 за сумою матчів.
| Лачі | 0:0      | Іскра |
| ---- | -------- | ----- |
|      | Протокол |       |

| Іскра | 0:1      | Лачі           |
| ----- | -------- | -------------- |
|       | Протокол | - Мазрекай 19' |

Лачі перемогли 1:0 за сумою матчів.
| Г'їлані       | 1:0      | Лієпая |
| ------------- | -------- | ------ |
| - Дабікай 37' | Протокол |        |

| Лієпая                                                     | 3:1      | Г'їлані        |
| ---------------------------------------------------------- | -------- | -------------- |
| - Карашаускас 49' (пен.) - Белакович 64' - Додо 88' (пен.) | Протокол | - Краснічи 51' |

Лієпая перемогли 3:2 за сумою матчів.
| Сфинтул Георге | 1:2      | Мура 05                           |
| -------------- | -------- | --------------------------------- |
| - Ібрагім 89'  | Протокол | - Т. Ціпот 65' - Каланча 73' (аг) |

| Мура 05                   | 2:1      | Сфинтул Георге   |
| ------------------------- | -------- | ---------------- |
| - Петкович 46' - Даку 81' | Протокол | - Свинаренко 77' |

Мура перемогли 4:2 за сумою матчів.
| КуПС                                   | 2:0      | Діла |
| -------------------------------------- | -------- | ---- |
| - Ікаунєкс 32' - Вайрюнен 90+1' (пен.) | Протокол |      |

| Діла | 0:0      | КуПС |
| ---- | -------- | ---- |
|      | Протокол |      |

КуПС перемогли 2:0 за сумою матчів.
| Ружомберок                        | 2:0      | Кауно Жальгіріс |
| --------------------------------- | -------- | --------------- |
| - Пілібайтіс 13' (аг) - Герец 68' | Протокол |                 |

| Кауно Жальгіріс | 0:0      | Ружомберок |
| --------------- | -------- | ---------- |
|                 | Протокол |            |

Ружомберок перемогли 2:0 за сумою матчів.
| Будучност                     | 2:0      | Ллапі |
| ----------------------------- | -------- | ----- |
| - Мійович 23' - Ігнятович 32' | Протокол |       |

| Ллапі                                  | 2:2      | Будучност             |
| -------------------------------------- | -------- | --------------------- |
| - Фірміно дос Анжос 45+1' - Куртай 71' | Протокол | - Джуканович 23', 64' |

Будучност перемогли 4:2 за сумою матчів.
| Гзіра Юнайтед   | 1:1      | Атлетік Ескальдес |
| --------------- | -------- | ----------------- |
| - Жефферсон 46' | Протокол | - Лопес 65'       |

| Атлетік Ескальдес | 0:1 (дч) | Гзіра Юнайтед    |
| ----------------- | -------- | ---------------- |
|                   | Протокол | - Жефферсон 105' |

Гзіра Юнайтед перемогли 2:1 після додаткового часу за сумою матчів.
| Борац (Баня-Лука)         | 2:0      | Б36 Торсгавн |
| ------------------------- | -------- | ------------ |
| - Татар 37' - Піщевич 84' | Протокол |              |

| Б36 Торсгавн                                             | 3:1 (дч) | Борац (Баня-Лука)                         |
| -------------------------------------------------------- | -------- | ----------------------------------------- |
| - М. Егільссон 35', 54' (пен.), 66' (пен.)               | Протокол | - Татар 75'                               |
| Пенальті                                                 |          |                                           |
| - Наттестад - Еріксен - Нільсен - Хайнесен - Еневольдсен | 4:3      | - Татар - Лукич - Чорич - Піщевич - Субич |

3:3 за сумою матчів. Б36 перемогли 4:3 по пенальті.
| Олімпія (Любляна) | 1:1      | Діфферданж 03    |
| ----------------- | -------- | ---------------- |
| - Милович 62'     | Протокол | - Крефл 10' (аг) |

| Діфферданж 03 | 1:2 (дч) | Олімпія (Любляна)          |
| ------------- | -------- | -------------------------- |
| - Бедуре 9'   | Протокол | - Доффо 80' - Милович 112' |

Олімпія перемогли 3:2 після додаткового часу за сумою матчів.
| Сент-Джозефс | 0:0      | Ларн |
| ------------ | -------- | ---- |
|              | Протокол |      |

| Ларн | 0:1      | Сент-Джозефс   |
| ---- | -------- | -------------- |
|      | Протокол | - Валаріно 79' |

Сент-Джозефс перемогли 1:0 за сумою матчів.
| УЕ Санта-Колома | 0:1      | Брєйдаблік         |
| --------------- | -------- | ------------------ |
|                 | Протокол | - Торвальдссон 14' |

| Брєйдаблік                                                                 | 4:1      | УЕ Санта-Колома |
| -------------------------------------------------------------------------- | -------- | --------------- |
| - Торвальдссон 45' - Ґуннлауґссон 50' (пен.) - Єоман 64' - Стейндорсон 67' | Протокол | - Паредес 30'   |

Брєйдаблік перемогли 5:1 за сумою матчів.
| ДАК 1904                      | 2:1      | Кліфтонвілл |
| ----------------------------- | -------- | ----------- |
| - Санто 25' - Н. Крстович 65' | Протокол | - Хейл 28'  |

| Кліфтонвілл | 0:3      | ДАК 1904                                         |
| ----------- | -------- | ------------------------------------------------ |
|             | Протокол | - Веселовський 12' - Н. Крстович 65', 90' (пен.) |

ДАК 1904 перемогли 5:1 за сумою матчів.
| Вікінгур (Гета) | 1:0      | Юероп |
| --------------- | -------- | ----- |
| - Бардарсон 51' | Протокол |       |

| Юероп        | 1:2      | Вікінгур (Гета)           |
| ------------ | -------- | ------------------------- |
| - Санчес 73' | Протокол | - С. Ватнхамар 19', 45+1' |

Вікінгур перемогли 3:1 за сумою матчів.
| Бала Таун   | 1:2      | Слайго Роверз         |
| ----------- | -------- | --------------------- |
| - Мендеш 6' | Протокол | - Кіна 28' - Мата 49' |

| Слайго Роверз                  | 0:1 (дч) | Бала Таун                                 |
| ------------------------------ | -------- | ----------------------------------------- |
|                                | Протокол | - Едвардс 35'                             |
| Пенальті                       |          |                                           |
| - Коулі - Кірк - Кіна - Блейні | 4:3      | - Венеблс - Едвардс - Спіттл - Кей - Волл |

2:2 за сумою матчів. Слайго Роверз перемогли 4:3 по пенальті.
| Фола | 0:1      | Тре Фйорі        |
| ---- | -------- | ---------------- |
|      | Протокол | - Мастроянні 85' |

| Тре Фйорі                         | 3:1      | Фола           |
| --------------------------------- | -------- | -------------- |
| - Го 30' - Гюрчиноськи 45+1', 51' | Протокол | - Коррейра 37' |

Тре Фйорі перемогли 4:1 за сумою матчів.
| Динамо (Мінськ) | 1:1      | Дечич          |
| --------------- | -------- | -------------- |
| - Кисляк 33'    | Протокол | - Денкович 26' |

| Дечич         | 1:2      | Динамо (Мінськ)           |
| ------------- | -------- | ------------------------- |
| - Бечирай 60' | Протокол | - Сачивко 26' - Бакич 77' |

Динамо перемогли 3:2 за сумою матчів.
| Тре Пенне | 0:2      | Тузла Сіті              |
| --------- | -------- | ----------------------- |
|           | Протокол | - Наргалич 90+2', 90+3' |

| Тузла Сіті                                                                               | 6:0      | Тре Пенне |
| ---------------------------------------------------------------------------------------- | -------- | --------- |
| - Смайлагич 35' (пен.), 57' - Челікович 49' - Кузманович 50' - Шукілович 58' - Бурич 83' | Протокол |           |

Тузла Сіті перемогли 8:0 за сумою матчів.
| Сабуртало | 0:1      | Партизані  |
| --------- | -------- | ---------- |
|           | Протокол | - Цара 47' |

| Партизані                                                      | 0:1 (дч) | Сабуртало                                                                                       |
| -------------------------------------------------------------- | -------- | ----------------------------------------------------------------------------------------------- |
|                                                                | Протокол | - Сіхарулідзе 53'                                                                               |
| Пенальті                                                       |          |                                                                                                 |
| - Атанаскоський - Бітрі - Телуші - Скука - Ррапай - Сота - Геє | 4:5      | - Джинджолава - Чадунелі - Гуліяшвілі - Нонікашвілі - Сіхарулідзе - Гочолейшвілі - Мамагейшвілі |

1:1 за сумою матчів. Сабуртало перемогли 5:4 по пенальті.
| Шкендія                | 2:0      | Арарат (Єреван) |
| ---------------------- | -------- | --------------- |
| - Шала 21' - Нафіу 45' | Протокол |                 |

| Арарат (Єреван)       | 2:2      | Шкендія                      |
| --------------------- | -------- | ---------------------------- |
| - Г. Малакян 49', 79' | Протокол | - Браво 2' (аг) - Гурі 45+3' |

Шкендія перемогли 4:2 за сумою матчів.
| Флоріана | 0:0      | Петрокуб |
| -------- | -------- | -------- |
|          | Протокол |          |

| Петрокуб     | 1:0      | Флоріана |
| ------------ | -------- | -------- |
| - Цуркан 26' | Протокол |          |

Петрокуб перемогли 1:0 за сумою матчів.
| Погонь (Щецин)                                    | 4:1      | Рейк'явік      |
| ------------------------------------------------- | -------- | -------------- |
| - Дригас 7', 56' - Захович 16' - Бартковський 40' | Протокол | - Ларуссон 71' |

| Рейк'явік      | 1:0      | Погонь (Щецин) |
| -------------- | -------- | -------------- |
| - Галлссон 44' | Протокол |                |

Погонь перемогли 4:2 за сумою матчів.
| ГБ Торсгавн  | 1:0      | Ньютаун |
| ------------ | -------- | ------- |
| - Вардум 66' | Протокол |         |

| Ньютаун                                      | 2:1 (дч) | ГБ Торсгавн                                 |
| -------------------------------------------- | -------- | ------------------------------------------- |
| - Коуенс 35' - Мвандве 45+1'                 | Протокол | - П. Петерсен 48'                           |
| Пенальті                                     |          |                                             |
| - Джонс - Раштон - Ісмейл - Коуенс - Мвандве | 4:2      | - Дальбуд - Йонссон - Йохансен - Самуельсен |

2:2 за сумою матчів. Ньютаун перемогли 4:2 по пенальті.
| Бруно Мегпіс          | 2:1      | Крузейдерс    |
| --------------------- | -------- | ------------- |
| - Бент 44' - Пібе 49' | Протокол | - Форсайт 63' |

| Крузейдерс                                   | 3:1      | Бруно Мегпіс      |
| -------------------------------------------- | -------- | ----------------- |
| - Хітлі 33' - Вінчестер 80' - Б. Бернс 90+3' | Протокол | - К. Каскіаро 37' |

Крузейдерс перемогли 4:3 за сумою матчів.
| Флора        | 1:0      | СЯК |
| ------------ | -------- | --- |
| - Міллер 21' | Протокол |     |

| СЯК                                            | 4:2 (дч) | Флора                     |
| ---------------------------------------------- | -------- | ------------------------- |
| - Джервіс 59' (пен.), 66', 85' - Тікканен 113' | Протокол | - Ліландер 9' - Оямаа 47' |

СЯК перемогли 4:3 після додаткового часу за сумою матчів.
| Деррі Сіті | 0:2      | Рига                                |
| ---------- | -------- | ----------------------------------- |
|            | Протокол | - Рамуш да Пенья 41' - Філіппов 68' |

| Рига                      | 2:0      | Деррі Сіті |
| ------------------------- | -------- | ---------- |
| - Рамуш да Пенья 33', 76' | Протокол |            |

Рига перемогли 4:0 за сумою матчів.

## Другий кваліфікаційний раунд

### Результати
| Команда 1            | Заг.           | Команда 2           | 1-й матч | 2-й матч |
| -------------------- | -------------- | ------------------- | -------- | -------- |
| Гзіра Юнайтед        | 5:5 (пен. 3:1) | Раднички            | 2:2      | 3:3 (дч) |
| Аріс (Салоніки)      | 7:2            | Гомель              | 5:1      | 2:1      |
| Ботев (Пловдив)      | 0:2            | АПОЕЛ               | 0:0      | 0:2      |
| Фегервар             | 5:3            | Габала              | 4:1      | 1:2      |
| Істанбул Башакшехір  | 2:1            | Маккабі (Нетанья)   | 1:1      | 1:0      |
| Аріс (Лімасол)       | 2:3            | Нефтчі              | 2:0      | 0:3      |
| Вележ                | 0:2            | Хамрун Спартанс     | 0:1      | 0:1      |
| Сабуртало            | 3:4            | ФКСБ                | 1:0      | 2:4      |
| Македонія ГП         | 0:4            | ЦСКА (Софія)        | 0:0      | 0:4      |
| Хапоель (Беер-Шева)  | 3:1            | Динамо (Мінськ)     | 2:1      | 1:0      |
| Зіра                 | 0:3            | Маккабі (Тель-Авів) | 0:3      | 0:0      |
| Влазнія              | 1:4            | КС У Крайова        | 1:1      | 0:3      |
| Арарат-Вірменія      | 0:0 (пен. 3:5) | Пайде               | 0:0      | 0:0 (дч) |
| Кайрат               | 0:2            | Кішварда            | 0:1      | 0:1      |
| БАТЕ                 | 0:5            | Коньяспор           | 0:3      | 0:2      |
| Сепсі                | 3:3 (пен. 4:2) | Олімпія (Любляна)   | 3:1      | 0:2 (дч) |
| Кизилжар             | 3:2            | Осієк               | 1:2      | 2:0      |
| Лієпая               | 0:4            | Янг Бойз            | 0:1      | 0:3      |
| Рапід (Відень)       | 2:1            | Лехія (Гданськ)     | 0:0      | 2:1      |
| СЯК                  | 2:6            | Ліллестрем          | 0:1      | 2:5      |
| Брєйдаблік           | 3:2            | Будучност           | 2:0      | 1:2      |
| Сент-Патрікс Атлетік | 1:1 (пен. 6:5) | Мура 05             | 1:1      | 0:0 (дч) |
| Сент-Джозефс         | 0:11           | Славія (Прага)      | 0:4      | 0:7      |
| Спартак (Трнава)     | 6:2            | Ньютаун             | 4:1      | 2:1      |
| Судува               | 0:2            | Віборг              | 0:1      | 0:1      |
| Вікінгур (Гета)      | 0:4            | ДАК 1904            | 0:2      | 0:2      |
| Погонь (Щецин)       | 1:5            | Брондбю             | 1:1      | 0:4      |
| АЗ                   | 5:0            | Тузла Сіті          | 1:0      | 4:0      |
| Мотервелл            | 0:3            | Слайго Роверз       | 0:1      | 0:2      |
| Молде                | 6:2            | Ельфсборг           | 4:1      | 2:1      |
| Копер                | 1:2            | Вадуц               | 0:1      | 1:1 (дч) |
| Б36 Торсгавн         | 1:0            | Тре Фйорі           | 1:0      | 0:0      |
| Ружомберок           | 1:5            | Рига                | 0:3      | 1:2      |
| Базель               | 3:1            | Крузейдерс          | 2:0      | 1:1      |
| Антверпен            | 2:0            | Дріта               | 0:0      | 2:0      |
| Петрокуб             | 4:1            | Лачі                | 0:0      | 4:1      |
| Расінг               | 1:8            | Чукарички           | 1:4      | 0:4      |
| Левські              | 3:1            | ПАОК                | 2:0      | 1:1      |
| Віторія (Гімарайнш)  | 3:0            | Академія Пушкаша    | 3:0      | 0:0      |
| Рієка                | 1:4            | Юргорден            | 1:2      | 0:2      |
| Ворскла              | 3:4            | АІК                 | 3:2      | 0:2 (дч) |
| Валмієра             | 2:5            | Шкендія             | 1:2      | 1:3      |
| Ракув                | 6:0            | Астана              | 5:0      | 1:0      |
| КуПС                 | 6:3            | Мілсамі             | 2:2      | 4:1      |
| Спарта (Прага)       | 1:2            | Вікінг              | 0:0      | 1:2      |

1. 1 2 3 4  Порядок матчів було змінено після жеребкування.

### Матчі
| Гзіра Юнайтед                     | 2:2      | Раднички                  |
| --------------------------------- | -------- | ------------------------- |
| - Максвел Самурай 56', 61' (пен.) | Протокол | - Штулич 28' - Гаку 90+2' |

| Раднички                                           | 3:3 (дч) | Гзіра Юнайтед                                  |
| -------------------------------------------------- | -------- | ---------------------------------------------- |
| - Толордава 15' - Петров 77' - Пейович 102' (пен.) | Протокол | - Жефферсон 15', 90+12' - Максвел Самурай 117' |
| Пенальті                                           |          |                                                |
| - Пейович - Месарович - Мічібучі - Петров          | 1:3      | - Максвел Самурай - Мендоса - Пізані           |

5:5 за сумою матчів. Гзіра Юнайтед перемогли 3:1 по пенальті.
| Аріс (Салоніки)                                                       | 5:1      | Гомель                      |
| --------------------------------------------------------------------- | -------- | --------------------------- |
| - Грей 16' (пен.), 79' - Ітурбе 28' - Рафаель Камачо 31' - Пальма 61' | Протокол | - Фабіано Лейсманн 11' (аг) |

| Гомель                   | 1:2      | Аріс (Салоніки)   |
| ------------------------ | -------- | ----------------- |
| - Гоголашвілі 82' (пен.) | Протокол | - Грей 45', 90+3' |

Аріс перемогли 7:2 за сумою матчів.
| Ботев (Пловдив) | 0:0      | АПОЕЛ |
| --------------- | -------- | ----- |
|                 | Протокол |       |

| АПОЕЛ                       | 2:0      | Ботев (Пловдив) |
| --------------------------- | -------- | --------------- |
| - Шебак 45+1' - Ефрем 90+3' | Протокол |                 |

АПОЕЛ перемогли 2:0 за сумою матчів.
| Фегервар                                    | 4:1      | Габала              |
| ------------------------------------------- | -------- | ------------------- |
| - Кодро 30', 74' - Рус 67' - Зівзівадзе 90' | Протокол | - Рафаель Утціг 16' |

| Габала                     | 2:1      | Фегервар         |
| -------------------------- | -------- | ---------------- |
| - Мурадов 34' - Сантос 73' | Протокол | - Зівзівадзе 44' |

Фегервар перемогли 5:3 за сумою матчів.
| Істанбул Башакшехір | 1:1      | Маккабі (Нетанья) |
| ------------------- | -------- | ----------------- |
| - Шиш 81'           | Протокол | - Іцхак 2'        |

| Маккабі (Нетанья) | 0:1      | Істанбул Башакшехір |
| ----------------- | -------- | ------------------- |
|                   | Протокол | - Окака 9'          |

Істанбул Башакшехір перемогли 2:1 за сумою матчів.
| Аріс (Лімасол)         | 2:0      | Нефтчі |
| ---------------------- | -------- | ------ |
| - Кажу 53' - Гоміс 66' | Протокол |        |

| Нефтчі                             | 3:0      | Аріс (Лімасол) |
| ---------------------------------- | -------- | -------------- |
| - Доньйо 38' - Едді 57' - Саєф 62' | Протокол |                |

Нефтчі перемогли 3:2 за сумою матчів.
| Вележ | 0:1      | Хамрун Спартанс |
| ----- | -------- | --------------- |
|       | Протокол | - Гіллом'є 30'  |

| Хамрун Спартанс | 1:0      | Вележ |
| --------------- | -------- | ----- |
| - Хонні 15'     | Протокол |       |

Хамрун Спартанс перемогли 2:0 за сумою матчів.
| Сабуртало         | 1:0      | ФКСБ |
| ----------------- | -------- | ---- |
| - Нонікашвілі 41' | Протокол |      |

| ФКСБ                                                       | 4:2      | Сабуртало                         |
| ---------------------------------------------------------- | -------- | --------------------------------- |
| - Дава 44' - Еджума 55' - Коман 80' - Радунович 87' (пен.) | Протокол | - Сіхарулідзе 69' - Табатадзе 78' |

ФКСБ перемогли 4:3 за сумою матчів.
| Македонія ГП | 0:0      | ЦСКА (Софія) |
| ------------ | -------- | ------------ |
|              | Протокол |              |

| ЦСКА (Софія)                                         | 4:0      | Македонія ГП |
| ---------------------------------------------------- | -------- | ------------ |
| - Маттей 31' - Йомов 61' - Туфегджич 78' - Назон 87' | Протокол |              |

ЦСКА перемогли 4:0 за сумою матчів.
| Хапоель (Беер-Шева)        | 2:1      | Динамо (Мінськ) |
| -------------------------- | -------- | --------------- |
| - Єхезкел 1' - Хатуель 52' | Протокол | - Концевой 76'  |

| Динамо (Мінськ) | 0:1      | Хапоель (Беер-Шева) |
| --------------- | -------- | ------------------- |
|                 | Протокол | - Хатуель 85'       |

Хапоель перемогли 3:1 за сумою матчів.
| Зіра | 0:3      | Маккабі (Тель-Авів)                     |
| ---- | -------- | --------------------------------------- |
|      | Протокол | - Каніховський 18' - Йованович 22', 54' |

| Маккабі (Тель-Авів) | 0:0      | Зіра |
| ------------------- | -------- | ---- |
|                     | Протокол |      |

Маккабі перемогли 3:0 за сумою матчів.
| Влазнія      | 1:1      | КС У Крайова        |
| ------------ | -------- | ------------------- |
| - Ходжай 51' | Протокол | - Іван 45+2' (пен.) |

| КС У Крайова                             | 3:0      | Влазнія |
| ---------------------------------------- | -------- | ------- |
| - Матею 58' - Раул Сілва 62' - Геман 80' | Протокол |         |

У Крайова перемогли 4:1 за сумою матчів.
| Арарат-Вірменія | 0:0      | Пайде |
| --------------- | -------- | ----- |
|                 | Протокол |       |

| Пайде                                               | 0:0 (дч) | Арарат-Вірменія                    |
| --------------------------------------------------- | -------- | ---------------------------------- |
|                                                     | Протокол |                                    |
| Пенальті                                            |          |                                    |
| - Мошников - Палуметс - Сінгатех - Саарма - Тамбеду | 5:3      | - Алемон - Ліма - Вбеймар - Дуарте |

0:0 за сумою матчів. Пайде перемогли 5:3 по пенальті.
| Кайрат | 0:1      | Кішварда    |
| ------ | -------- | ----------- |
|        | Протокол | - Асані 82' |

| Кішварда        | 1:0      | Кайрат |
| --------------- | -------- | ------ |
| - Мешанович 39' | Протокол |        |

Кішварда перемогли 2:0 за сумою матчів.
| БАТЕ | 0:3      | Коньяспор                                |
| ---- | -------- | ---------------------------------------- |
|      | Протокол | - Бютюкі 39' - Михаляк 58' - Мурич 90+5' |

| Коньяспор                     | 2:0      | БАТЕ |
| ----------------------------- | -------- | ---- |
| - Рахманович 37' - Кальво 43' | Протокол |      |

Коньяспор перемогли 5:0 за сумою матчів.
| Сепсі                                                | 3:1      | Олімпія (Любляна) |
| ---------------------------------------------------- | -------- | ----------------- |
| - Стефанеску 45+4' - Паун 84' - Караматич 90+3' (аг) | Протокол | - Сешлар 4'       |

| Олімпія (Любляна)                         | 2:0 (дч) | Сепсі                              |
| ----------------------------------------- | -------- | ---------------------------------- |
| - Квесич 61' - Крефл 70'                  | Протокол |                                    |
| Пенальті                                  |          |                                    |
| - Нукич - Црномаркович - Зількич - Пртаїн | 2:4      | - Мітря - Тудоріе - Дамашкан - Йон |

3:3 за сумою матчів. Сепсі перемогли 4:2 по пенальті.
| Кизилжар           | 1:2      | Осієк                             |
| ------------------ | -------- | --------------------------------- |
| - Неяшмич 84' (аг) | Протокол | - Топчагич 58' - Кляйнгайслер 76' |

| Осієк | 0:2      | Кизилжар                   |
| ----- | -------- | -------------------------- |
|       | Протокол | - Іваніадзе 62' - Коне 71' |

Кизилжар перемогли 3:2 за сумою матчів.
| Лієпая | 0:1      | Янг Бойз       |
| ------ | -------- | -------------- |
|        | Протокол | - Фасснахт 73' |

| Янг Бойз                                      | 3:0      | Лієпая |
| --------------------------------------------- | -------- | ------ |
| - Нсаме 2' (пен.) - Ррудхані 41' - Ніассе 72' | Протокол |        |

Янг Бойз перемогли 4:0 за сумою матчів.
| Рапід (Відень) | 0:0      | Лехія (Гданськ) |
| -------------- | -------- | --------------- |
|                | Протокол |                 |

| Лехія (Гданськ)   | 1:2      | Рапід (Відень)                |
| ----------------- | -------- | ----------------------------- |
| - Зволинський 82' | Протокол | - Кюн 16' - Грюлль 18' (пен.) |

Рапід перемогли 2:1 за сумою матчів.
| СЯК | 0:1      | Ліллестрем     |
| --- | -------- | -------------- |
|     | Протокол | - Драгснес 68' |

| Ліллестрем                                               | 5:2      | СЯК                       |
| -------------------------------------------------------- | -------- | ------------------------- |
| - Меттью 23' - Х. Фрідйонссон 42', 56', 61' - Реслер 85' | Протокол | - Лайне 31' - Рохас 90+1' |

Ліллестрем перемогли 6:2 за сумою матчів.
| Брєйдаблік                                    | 2:0      | Будучност |
| --------------------------------------------- | -------- | --------- |
| - Стейндорсон 88' - Ґуннлауґссон 90+5' (пен.) | Протокол |           |

| Будучност                    | 2:1      | Брєйдаблік         |
| ---------------------------- | -------- | ------------------ |
| - Б. Янкович 38' - Аджич 86' | Протокол | - Торвальдссон 51' |

Брєйдаблік перемогли 3:2 за сумою матчів.
| Сент-Патрікс Атлетік | 1:1      | Мура 05    |
| -------------------- | -------- | ---------- |
| - Форрестер 60'      | Протокол | - Даку 28' |

| Мура 05                                                                      | 0:0 (дч) | Сент-Патрікс Атлетік                                                              |
| ---------------------------------------------------------------------------- | -------- | --------------------------------------------------------------------------------- |
|                                                                              | Протокол |                                                                                   |
| Пенальті                                                                     |          |                                                                                   |
| - Бобічанець - Маїч - Даку - Клепач - Шролер - Беганович - Обрадович - Ціпот | 5:6      | - Дойл - Кофлан - Коттер - Макклелланд - Грівості - Тіммерманс - Атакаї - Редмонд |

1:1 за сумою матчів. Сент-Патрікс перемогли 6:5 по пенальті.
| Сент-Джозефс | 0:4      | Славія (Прага)                             |
| ------------ | -------- | ------------------------------------------ |
|              | Протокол | - Сор 21', 32' - Евертон 45+1' - Лінгр 56' |

| Славія (Прага)                                                                        | 7:0      | Сент-Джозефс |
| ------------------------------------------------------------------------------------- | -------- | ------------ |
| - Олаїнка 18', 29' - Юречка 20' - Філа 34' - Тьєхі 49' - Евертон 90+3' - Траоре 90+4' | Протокол |              |

Славія перемогли 11:0 за сумою матчів.
| Спартак (Трнава)                | 4:1      | Ньютаун      |
| ------------------------------- | -------- | ------------ |
| - Юсуф 17', 41', 44' - Іван 75' | Протокол | - Коуенс 23' |

| Ньютаун                 | 1:2      | Спартак (Трнава)            |
| ----------------------- | -------- | --------------------------- |
| - А. Вільямс 35' (пен.) | Протокол | - Штефаник 73' - Буката 79' |

Спартак перемогли 6:2 за сумою матчів.
| Судува | 0:1      | Віборг      |
| ------ | -------- | ----------- |
|        | Протокол | - Брікс 78' |

| Віборг    | 1:0      | Судува |
| --------- | -------- | ------ |
| - Саїд 1' | Протокол |        |

Віборг перемогли 2:0 за сумою матчів.
| Вікінгур (Гета) | 0:2      | ДАК 1904                        |
| --------------- | -------- | ------------------------------- |
|                 | Протокол | - Н. Крстович 8' - Циганікс 81' |

| ДАК 1904                             | 2:0      | Вікінгур (Гета) |
| ------------------------------------ | -------- | --------------- |
| - Н. Крстович 26' - Веселовський 34' | Протокол |                 |

ДАК 1904 перемогли 4:0 за сумою матчів.
| Погонь (Щецин) | 1:1      | Брондбю       |
| -------------- | -------- | ------------- |
| - Захович 85'  | Протокол | - Ріверос 28' |

| Брондбю                                                    | 4:0      | Погонь (Щецин) |
| ---------------------------------------------------------- | -------- | -------------- |
| - Гедлунд 11' (пен.), 33' - Квістгорден 52' - Дівкович 62' | Протокол |                |

Брондбю перемогли 5:1 за сумою матчів.
| АЗ                  | 1:0      | Тузла Сіті |
| ------------------- | -------- | ---------- |
| - де Віт 12' (пен.) | Протокол |            |

| Тузла Сіті | 0:4      | АЗ                                                    |
| ---------- | -------- | ----------------------------------------------------- |
|            | Протокол | - де Віт 34' - Павлідіс 61' - Лахдо 63' - де Йонг 81' |

АЗ перемогли 5:0 за сумою матчів.
| Мотервелл | 0:1      | Слайго Роверз |
| --------- | -------- | ------------- |
|           | Протокол | - Кіна 27'    |

| Слайго Роверз            | 2:0      | Мотервелл |
| ------------------------ | -------- | --------- |
| - Блейні 4' - Мата 90+1' | Протокол |           |

Слайго Роверз перемогли 3:0 за сумою матчів.
| Молде                                                         | 4:1      | Ельфсборг  |
| ------------------------------------------------------------- | -------- | ---------- |
| - Кааса 49' - Гауген 55' - Брейвік 60' - Маннсверк 81' (пен.) | Протокол | - Альм 14' |

| Ельфсборг   | 1:2      | Молде                      |
| ----------- | -------- | -------------------------- |
| - Байду 40' | Протокол | - Брейвік 54' - Фофана 83' |

Молде перемогли 6:2 за сумою матчів.
| Копер | 0:1      | Вадуц         |
| ----- | -------- | ------------- |
|       | Протокол | - Джіджек 53' |

| Вадуц         | 1:1 (дч) | Копер        |
| ------------- | -------- | ------------ |
| - Сасере 101' | Протокол | - Котнік 88' |

Вадуц перемогли 2:1 після додаткового часу за сумою матчів.
| Б36 Торсгавн   | 1:0      | Тре Фйорі |
| -------------- | -------- | --------- |
| - Йохансен 84' | Протокол |           |

| Тре Фйорі | 0:0      | Б36 Торсгавн |
| --------- | -------- | ------------ |
|           | Протокол |              |

Б36 перемогли 1:0 за сумою матчів.
| Ружомберок | 0:3      | Рига                                     |
| ---------- | -------- | ---------------------------------------- |
|            | Протокол | - Торрес 43' - Сойсало 45' - Ауреліу 50' |

| Рига                       | 2:1      | Ружомберок         |
| -------------------------- | -------- | ------------------ |
| - Бабець 39' - Сойсало 58' | Протокол | - Масло 53' (пен.) |

Рига перемогли 5:1 за сумою матчів.
| Базель                     | 2:0      | Крузейдерс |
| -------------------------- | -------- | ---------- |
| - Ндоє 38' - Ад. Салаї 48' | Протокол |            |

| Крузейдерс     | 1:1      | Базель       |
| -------------- | -------- | ------------ |
| - Б. Бернс 53' | Протокол | - Міллар 36' |

Базель перемогли 3:1 за сумою матчів.
| Антверпен | 0:0      | Дріта |
| --------- | -------- | ----- |
|           | Протокол |       |

| Дріта | 0:2      | Антверпен                        |
| ----- | -------- | -------------------------------- |
|       | Протокол | - Краснічі 53' - Баліквіша 90+8' |

Антверпен перемогли 2:0 за сумою матчів.
| Петрокуб | 0:0      | Лачі |
| -------- | -------- | ---- |
|          | Протокол |      |

| Лачі           | 1:4      | Петрокуб                                         |
| -------------- | -------- | ------------------------------------------------ |
| - Мазрекай 38' | Протокол | - Котогой 54' - Амброс 74', 75' - Кожокару 90+3' |

Петрокуб перемогли 4:1 за сумою матчів.
| Расінг       | 1:4      | Чукарички                                    |
| ------------ | -------- | -------------------------------------------- |
| - Омрані 19' | Протокол | - Ковач 16', 51' - Міяйлович 35' - Лукич 66' |

| Чукарички                                          | 4:0      | Расінг |
| -------------------------------------------------- | -------- | ------ |
| - Бадамосі 39', 41' - Іванович 52' - Спасоєвич 73' | Протокол |        |

Чукарички перемогли 8:1 за сумою матчів.
| Левські                       | 2:0      | ПАОК |
| ----------------------------- | -------- | ---- |
| - Велтон Феліпе 1' - Барі 19' | Протокол |      |

| ПАОК               | 1:1      | Левські       |
| ------------------ | -------- | ------------- |
| - Тьягу Данташ 56' | Протокол | - Роналду 25' |

Левські перемогли 3:1 за сумою матчів.
| Віторія (Гімарайнш)                                  | 3:0      | Академія Пушкаша |
| ---------------------------------------------------- | -------- | ---------------- |
| - Ламейраш 4' - Тьягу Сілва 39' - Андерсон Сілва 65' | Протокол |                  |

| Академія Пушкаша | 0:0      | Віторія (Гімарайнш) |
| ---------------- | -------- | ------------------- |
|                  | Протокол |                     |

Віторія перемогли 3:0 за сумою матчів.
| Рієка        | 1:2      | Юргорден                       |
| ------------ | -------- | ------------------------------ |
| - Вучкич 13' | Протокол | - Фіннделл 38' - Едвардсен 54' |

| Юргорден              | 2:0      | Рієка |
| --------------------- | -------- | ----- |
| - Гін 55' - Банда 84' | Протокол |       |

Юргорден перемогли 4:1 за сумою матчів.
| Ворскла                                     | 3:2      | АІК                               |
| ------------------------------------------- | -------- | --------------------------------- |
| - Степанюк 4' - Козиренко 24' - Челядін 69' | Протокол | - Стефанеллі 17' - С. Ларссон 44' |

| АІК                               | 2:0 (дч) | Ворскла |
| --------------------------------- | -------- | ------- |
| - Мендес 45+3' - Бйорнстрьом 107' | Протокол |         |

АІК перемогли 4:3 після додаткового часу за сумою матчів.
| Валмієра  | 1:2      | Шкендія                |
| --------- | -------- | ---------------------- |
| - Гує 45' | Протокол | - Дорієв 9' - Гурі 63' |

| Шкендія                                    | 3:1      | Валмієра     |
| ------------------------------------------ | -------- | ------------ |
| - Бейтулай 11' - Дорієв 33' - Рамадані 85' | Протокол | - Мурата 25' |

Шкендія перемогли 5:2 за сумою матчів.
| Ракув                                                                        | 5:0      | Астана |
| ---------------------------------------------------------------------------- | -------- | ------ |
| - Лопес 4' - Вдовяк 42' - Гутковскіс 66' - Кочергін 77' - Тудор 90+4' (пен.) | Протокол |        |

| Астана | 0:1      | Ракув          |
| ------ | -------- | -------------- |
|        | Протокол | - Кочергін 16' |

Ракув перемогли 6:0 за сумою матчів.
| КуПС                             | 2:2      | Мілсамі                    |
| -------------------------------- | -------- | -------------------------- |
| - Я. Ікаунєкс 46' - Вайрюнен 84' | Протокол | - Спетару 60' - Камара 87' |

| Мілсамі         | 1:4      | КуПС                                                         |
| --------------- | -------- | ------------------------------------------------------------ |
| - Гинсарі 45+2' | Протокол | - Біспо 27' - Мієттінен 53' - Каррільйо 88' - Валенчич 90+1' |

КуПС перемогли 6:3 за сумою матчів.
| Спарта (Прага) | 0:0      | Вікінг |
| -------------- | -------- | ------ |
|                | Протокол |        |

| Вікінг                       | 2:1      | Спарта (Прага) |
| ---------------------------- | -------- | -------------- |
| - Веватне 45' - Траоре 90+2' | Протокол | - Зелений 42'  |

Вікінг перемогли 2:1 за сумою матчів.

## Третій кваліфікаційний раунд

### Результати
| Команда 1           | Заг.           | Команда 2            | 1-й матч | 2-й матч |
| ------------------- | -------------- | -------------------- | -------- | -------- |
| Спартак (Трнава)    | 0:3            | Ракув                | 0:2      | 0:1      |
| АІК                 | 2:2 (пен. 3:2) | Шкендія              | 1:1      | 1:1 (дч) |
| Вікінг              | 5:2            | Слайго Роверз        | 5:1      | 0:1      |
| Брєйдаблік          | 1:6            | Істанбул Башакшехір  | 1:3      | 0:3      |
| КуПС                | 0:5            | Янг Бойз             | 0:2      | 0:3      |
| Пайде               | 0:5            | Андерлехт            | 0:2      | 0:3      |
| Віборг              | 5:1            | Б36 Торсгавн         | 3:0      | 2:1      |
| Хайдук (Спліт)      | 3:2            | Віторія (Гімарайнш)  | 3:1      | 0:1      |
| Брондбю             | 2:2 (пен. 1:3) | Базель               | 1:0      | 1:2 (дч) |
| Ліллестрем          | 1:5            | Антверпен            | 1:3      | 0:2      |
| ЦСКА (Софія)        | 2:1            | Сент-Патрікс Атлетік | 0:1      | 2:0      |
| Данді Юнайтед       | 1:7            | АЗ                   | 1:0      | 0:7      |
| АПОЕЛ               | 1:0            | Кизилжар             | 1:0      | 0:0      |
| ДАК 1904            | 0:2            | ФКСБ                 | 0:1      | 0:1      |
| Рига                | 1:5            | Жил Вісенте          | 1:1      | 0:4      |
| Вольфсбергер        | 4:0            | Гзіра Юнайтед        | 0:0      | 4:0      |
| Маккабі (Тель-Авів) | 3:2            | Аріс (Салоніки)      | 2:0      | 1:2      |
| Молде               | 4:2            | Кішварда             | 3:0      | 1:2      |
| Нефтчі              | 2:3            | Рапід (Відень)       | 2:1      | 0:2 (дч) |
| Лугано              | 1:5            | Хапоель (Беер-Шева)  | 0:2      | 1:3      |
| Хамрун Спартанс     | 2:2 (пен. 4:1) | Левські              | 0:1      | 2:1 (дч) |
| Чукарички           | 2:7            | Твенте               | 1:3      | 1:4      |
| Зоря (Луганськ)     | 1:3            | КС У Крайова         | 1:0      | 0:3      |
| Вадуц               | 5:3            | Коньяспор            | 1:1      | 4:2      |
| Сепсі               | 2:6            | Юргорден             | 1:3      | 1:3      |
| Фегервар            | 7:1            | Петрокуб             | 5:0      | 2:1      |
| Славія (Прага)      | 3:1            | Панатінаїкос         | 2:0      | 1:1      |

1. 1 2  Порядок матчів було змінено після жеребкування.

### Матчі
| Спартак (Трнава) | 0:2      | Ракув                     |
| ---------------- | -------- | ------------------------- |
|                  | Протокол | - Лопес 30', 45+1' (пен.) |

| Ракув          | 1:0      | Спартак (Трнава) |
| -------------- | -------- | ---------------- |
| - Кочергін 68' | Протокол |                  |

Ракув перемогли 3:0 за сумою матчів.
| АІК            | 1:1      | Шкендія     |
| -------------- | -------- | ----------- |
| - Гвідетті 17' | Протокол | - Хасані 1' |

| Шкендія                                        | 1:1 (дч) | АІК                                                   |
| ---------------------------------------------- | -------- | ----------------------------------------------------- |
| - Хасані 22' (пен.)                            | Протокол | - Аббас Аярі 56'                                      |
| Пенальті                                       |          |                                                       |
| - Стояновський - Діта - Дорієв - Цаке - Хасані | 2:3      | - Ларссон - Хуссейн - Стефанеллі - Бйорнстрьом - Рінг |

2:2 за сумою матчів. АІК перемогли 2:3 по пенальті.
| Вікінг                                                                | 5:1      | Слайго Роверз      |
| --------------------------------------------------------------------- | -------- | ------------------ |
| - Тріпич 4' - Фрідйонссон 8' - Траоре 53' - Сандберг 60' - Аустбе 86' | Протокол | - Коулі 89' (пен.) |

| Слайго Роверз     | 1:0      | Вікінг |
| ----------------- | -------- | ------ |
| - Фіцджеральд 44' | Протокол |        |

Вікінг перемогли 5:2 за сумою матчів.
| Брєйдаблік      | 1:3      | Істанбул Башакшехір              |
| --------------- | -------- | -------------------------------- |
| - Ейнарссон 63' | Протокол | - Алексич 38', 90+2' - Тюрюч 52' |

| Істанбул Башакшехір                  | 3:0      | Брєйдаблік |
| ------------------------------------ | -------- | ---------- |
| - Окака 44' - Туба 74' - Алексич 84' | Протокол |            |

Істанбул Башакшехір перемогли 6:1 за сумою матчів.
| КуПС | 0:2      | Янг Бойз                      |
| ---- | -------- | ----------------------------- |
|      | Протокол | - Нсаме 25' (пен.) - Елія 40' |

| Янг Бойз                     | 3:0      | КуПС |
| ---------------------------- | -------- | ---- |
| - Нсаме 3', 57' - Сьєрро 35' | Протокол |      |

Янг Бойз перемогли 5:0 за сумою матчів.
| Пайде | 0:2      | Андерлехт                        |
| ----- | -------- | -------------------------------- |
|       | Протокол | - Рафаелов 10' - Фабіу Сілва 40' |

| Андерлехт                             | 3:0      | Пайде |
| ------------------------------------- | -------- | ----- |
| - Фабіу Сілва 62' - Мурільйо 71', 75' | Протокол |       |

Андерлехт перемогли 5:0 за сумою матчів.
| Віборг                                       | 3:0      | Б36 Торсгавн |
| -------------------------------------------- | -------- | ------------ |
| - Єнсен 21' (пен.) - Лееманс 48' - Ндіон 52' | Протокол |              |

| Б36 Торсгавн       | 1:2      | Віборг                      |
| ------------------ | -------- | --------------------------- |
| - Пжибильський 79' | Протокол | - Мортімер 64' - Джатта 86' |

Віборг перемогли 5:1 за сумою матчів.
| Хайдук (Спліт)                             | 3:1      | Віторія (Гімарайнш) |
| ------------------------------------------ | -------- | ------------------- |
| - Сахіті 67' - Мелняк 75' - Кровінович 87' | Протокол | - Мага 61'          |

| Віторія (Гімарайнш) | 1:0      | Хайдук (Спліт) |
| ------------------- | -------- | -------------- |
| - Андерсон 5'       | Протокол |                |

Хайдук перемогли 3:2 за сумою матчів.
| Брондбю        | 1:0      | Базель |
| -------------- | -------- | ------ |
| - Дівкович 74' | Протокол |        |

| Базель                           | 2:1 (дч) | Брондбю                            |
| -------------------------------- | -------- | ---------------------------------- |
| - Фрай 40' (пен.) - Зечірі 45+5' | Протокол | - Квістгорден 45+1'                |
| Пенальті                         |          |                                    |
| - Діуф - Ндоє - Салаї - Малеш    | 3:1      | - Радошевич - Греве - Салеш - Б'юр |

2:2 за сумою матчів. Базель перемогли 3:1 по пенальті.
| Ліллестрем                | 1:3      | Антверпен                          |
| ------------------------- | -------- | ---------------------------------- |
| - Норденген Кнудсен 45+3' | Протокол | - Алмейда 5' - Наїнгголан 50', 86' |

| Антверпен                      | 2:0      | Ліллестрем |
| ------------------------------ | -------- | ---------- |
| - Валенсія 11' - Верстрате 69' | Протокол |            |

Антверпен перемогли 5:1 за сумою матчів.
| ЦСКА (Софія) | 0:1      | Сент-Патрікс Атлетік |
| ------------ | -------- | -------------------- |
|              | Протокол | - Коттер 87'         |

| Сент-Патрікс Атлетік | 0:2      | ЦСКА (Софія)                        |
| -------------------- | -------- | ----------------------------------- |
|                      | Протокол | - Маурісіу 12' - Турицов 81' (пен.) |

ЦСКА перемогли 2:1 за сумою матчів.
| Данді Юнайтед  | 1:0      | АЗ |
| -------------- | -------- | -- |
| - Міддлтон 61' | Протокол |    |

| АЗ                                                                              | 7:0      | Данді Юнайтед |
| ------------------------------------------------------------------------------- | -------- | ------------- |
| - Павлідіс 21', 36' - Рейндерс 31', 41' - Ев'єн 44' - Д. де Віт 46' - Лахдо 74' | Протокол |               |

АЗ перемогли 7:1 за сумою матчів.
| АПОЕЛ       | 1:0      | Кизилжар |
| ----------- | -------- | -------- |
| - Ефрем 27' | Протокол |          |

| Кизилжар | 0:0      | АПОЕЛ |
| -------- | -------- | ----- |
|          | Протокол |       |

АПОЕЛ перемогли 1:0 за сумою матчів.
| ДАК 1904 | 0:1      | ФКСБ       |
| -------- | -------- | ---------- |
|          | Протокол | - Тамм 69' |

| ФКСБ        | 1:0      | ДАК 1904 |
| ----------- | -------- | -------- |
| - Кордя 28' | Протокол |          |

ФКСБ перемогли 2:0 за сумою матчів.
| Рига                 | 1:1      | Жил Вісенте        |
| -------------------- | -------- | ------------------ |
| - Дуглас Ауреліу 18' | Протокол | - Боселлі Граф 63' |

| Жил Вісенте                                                           | 4:0      | Рига |
| --------------------------------------------------------------------- | -------- | ---- |
| - Музінга 18' (аг) - Вілльйодрес 22' - Фран Наварро 45+1', 76' (пен.) | Протокол |      |

Жил Вісенте перемогли 5:1 за сумою матчів.
| Вольфсбергер | 0:0      | Гзіра Юнайтед |
| ------------ | -------- | ------------- |
|              | Протокол |               |

| Гзіра Юнайтед | 0:4      | Вольфсбергер                                                   |
| ------------- | -------- | -------------------------------------------------------------- |
|               | Протокол | - Барібо 12' - Баумґартнер 33' - Рехер 59' (пен.) - Боак'є 84' |

Вольфсбергер перемогли 4:0 за сумою матчів.
| Маккабі (Тель-Авів)          | 2:0      | Аріс (Салоніки) |
| ---------------------------- | -------- | --------------- |
| - Йованович 29' - Захаві 84' | Протокол |                 |

| Аріс (Салоніки)                | 2:1      | Маккабі (Тель-Авів) |
| ------------------------------ | -------- | ------------------- |
| - Грей 60' (пен.) - Дукуре 81' | Протокол | - Захаві 74'        |

Маккабі перемогли 3:2 за сумою матчів.
| Молде                                   | 3:0      | Кішварда |
| --------------------------------------- | -------- | -------- |
| - Хуссаїн 63' - Фофана 81' - Ліннес 82' | Протокол |          |

| Кішварда         | 2:1      | Молде           |
| ---------------- | -------- | --------------- |
| - Асані 14', 29' | Протокол | - Маннсверк 69' |

Молде перемогли 4:2 за сумою матчів.
| Нефтчі                  | 2:1      | Рапід (Відень)      |
| ----------------------- | -------- | ------------------- |
| - Джабер 44' - Саєф 60' | Протокол | - Бургшталлер 90+5' |

| Рапід (Відень)            | 2:0 (дч) | Нефтчі |
| ------------------------- | -------- | ------ |
| - Грюлль 66' - Дройф 112' | Протокол |        |

Рапід перемогли 3:2 після додаткового часу за сумою матчів.
| Лугано | 0:2      | Хапоель (Беер-Шева)         |
| ------ | -------- | --------------------------- |
|        | Протокол | - Йосефі 39' - Сельмані 85' |

| Хапоель (Беер-Шева)                                | 3:1      | Лугано              |
| -------------------------------------------------- | -------- | ------------------- |
| - Мігел Вітор 51' - Хайдарі 65' (аг) - Хатуель 85' | Протокол | - Думбія 73' (пен.) |

Хапоель перемогли 5:1 за сумою матчів.
| Хамрун Спартанс | 0:1      | Левські         |
| --------------- | -------- | --------------- |
|                 | Протокол | - Крастєв 90+5' |

| Левські                                             | 1:2 (дч) | Хамрун Спартанс                  |
| --------------------------------------------------- | -------- | -------------------------------- |
| - Цунамі 90+1'                                      | Протокол | - Гіллом'є 78' - Камензулі 90+2' |
| Пенальті                                            |          |                                  |
| - Вінісіуш Фрейташ - Монтебелло - Гіллом'є - Феделе | 1:4      | - Петков - Цунамі - Крастєв      |

2:2 за сумою матчів. Хамрун Спартанс перемогли 4:1 по пенальті.
| Чукарички   | 1:3      | Твенте                            |
| ----------- | -------- | --------------------------------- |
| - Ковач 59' | Протокол | - Ротс 8' - Влап 31' - Бренет 43' |

| Твенте                                      | 4:1      | Чукарички  |
| ------------------------------------------- | -------- | ---------- |
| - Проппер 17' - Влап 34' - Цоліс 84', 90+2' | Протокол | - Аджич 7' |

Твенте перемогли 7:2 за сумою матчів.
| Зоря (Луганськ) | 1:0      | КС У Крайова |
| --------------- | -------- | ------------ |
| - Нагнойний 56' | Протокол |              |

| КС У Крайова                             | 3:0      | Зоря (Луганськ) |
| ---------------------------------------- | -------- | --------------- |
| - Раул Сілва 5' - Баярам 53' - Банку 57' | Протокол |                 |

У Крайова перемогли 3:1 за сумою матчів.
| Вадуц        | 1:1      | Коньяспор   |
| ------------ | -------- | ----------- |
| - Сасере 72' | Протокол | - Демір 88' |

| Коньяспор                                    | 2:4      | Вадуц                                      |
| -------------------------------------------- | -------- | ------------------------------------------ |
| - Гільєрме 18' (пен.) - Хаджіахметович 90+5' | Протокол | - Гассер 28', 89' - Зуттер 31' - Чічек 67' |

Вадуц перемогли 5:3 за сумою матчів.
| Сепсі                | 1:3      | Юргорден                                |
| -------------------- | -------- | --------------------------------------- |
| - Тудоріе 79' (пен.) | Протокол | - Едвардсен 26' (пен.) - Асоро 31', 54' |

| Юргорден                        | 3:1      | Сепсі      |
| ------------------------------- | -------- | ---------- |
| - Фіннделл 12' - Асоро 23', 71' | Протокол | - Матей 8' |

Юргорден перемогли 6:2 за сумою матчів.
| Фегервар                                                                           | 5:0      | Петрокуб |
| ---------------------------------------------------------------------------------- | -------- | -------- |
| - Дардай 20' - Кодро 23' (пен.) - Стопіра 35' - Петряк 66' - Зівзівадзе 88' (пен.) | Протокол |          |

| Петрокуб           | 1:2      | Фегервар              |
| ------------------ | -------- | --------------------- |
| - Санду 34' (пен.) | Протокол | - Зівзівадзе 31', 39' |

Фегервар перемогли 7:1 за сумою матчів.
| Славія (Прага)           | 2:0      | Панатінаїкос |
| ------------------------ | -------- | ------------ |
| - Шранц 45+2' - Усор 56' | Протокол |              |

| Панатінаїкос | 1:1      | Славія (Прага) |
| ------------ | -------- | -------------- |
| - Юречка 58' | Протокол | - Шпорар 90+5' |

Славія перемогли 3:1 за сумою матчів.

## Раунд плей-оф

### Результати
| Команда 1           | Заг.           | Команда 2           | 1-й матч | 2-й матч |
| ------------------- | -------------- | ------------------- | -------- | -------- |
| ЦСКА (Софія)        | 1:2            | Базель              | 1:0      | 0:2      |
| Юргорден            | 5:3            | АПОЕЛ               | 3:0      | 2:3      |
| Істанбул Башакшехір | 4:2            | Антверпен           | 1:1      | 3:1      |
| Фіорентіна          | 2:1            | Твенте              | 2:1      | 0:0      |
| Вадуц               | 2:1            | Рапід (Відень)      | 1:1      | 1:0      |
| Маккабі (Тель-Авів) | 1:2            | Ніцца               | 1:0      | 0:2 (дч) |
| ФКСБ                | 4:3            | Вікінг              | 1:2      | 3:1      |
| Вільярреал          | 6:2            | Хайдук (Спліт)      | 4:2      | 2:0      |
| Ракув               | 2:3            | Славія (Прага)      | 2:1      | 0:2 (дч) |
| КС У Крайова        | 2:2 (пен. 3:4) | Хапоель (Беер-Шева) | 1:1      | 1:1 (дч) |
| Партизан            | 7:4            | Хамрун Спартанс     | 4:1      | 3:3      |
| Кельн               | 4:2            | Фегервар            | 1:2      | 3:0      |
| Вест Гем Юнайтед    | 6:1            | Віборг              | 3:1      | 3:0      |
| Янг Бойз            | 1:1 (пен. 1:3) | Андерлехт           | 0:1      | 1:0 (дч) |
| Словацко            | 4:0            | АІК                 | 3:0      | 1:0      |
| Молде               | 4:1            | Вольфсбергер        | 0:1      | 4:0      |
| АЗ                  | 6:1            | Жил Вісенте         | 4:0      | 2:1      |

1. ↑  Порядок матчів було змінено після жеребкування.

### Матчі
| ЦСКА (Софія)        | 1:0      | Базель |
| ------------------- | -------- | ------ |
| - Петржела 71' (аг) | Протокол |        |

| Базель                      | 2:0      | ЦСКА (Софія) |
| --------------------------- | -------- | ------------ |
| - Ф. Фрай 66' - М. Ланг 84' | Протокол |              |

Базель перемогли 2:1 за сумою матчів.
| Юргорден                                  | 3:0      | АПОЕЛ |
| ----------------------------------------- | -------- | ----- |
| - Едвардсен 9' - Екдаль 54' - Вікгейм 65' | Протокол |       |

| АПОЕЛ                                    | 3:2      | Юргорден                         |
| ---------------------------------------- | -------- | -------------------------------- |
| - Маглиця 7' - Блум 23' - Маркіньйос 74' | Протокол | - Е. Андерссон 68' - Асоро 90+1' |

Юргорден перемогли 5:3 за сумою матчів.
| Істанбул Башакшехір | 1:1      | Антверпен           |
| ------------------- | -------- | ------------------- |
| - Шуяр 54'          | Протокол | - Дініш Алмейда 88' |

| Антверпен         | 1:3      | Істанбул Башакшехір                   |
| ----------------- | -------- | ------------------------------------- |
| - Фрай 56' (пен.) | Протокол | - Озджан 8' - Окака 58' - Алексич 83' |

Істанбул Башакшехір перемогли 4:2 за сумою матчів.
| Фіорентіна                 | 2:1      | Твенте       |
| -------------------------- | -------- | ------------ |
| - Гонсалес 2' - Кабрал 31' | Протокол | - Черний 64' |

| Твенте | 0:0      | Фіорентіна |
| ------ | -------- | ---------- |
|        | Протокол |            |

Фіорентіна перемогли 2:1 за сумою матчів.
| Вадуц        | 1:1      | Рапід (Відень) |
| ------------ | -------- | -------------- |
| - Ульріх 10' | Протокол | - Дройф 53'    |

| Рапід (Відень) | 0:1      | Вадуц         |
| -------------- | -------- | ------------- |
|                | Протокол | - Джіджек 22' |

Вадуц перемогли 2:1 за сумою матчів.
| Маккабі (Тель-Авів) | 1:0      | Ніцца |
| ------------------- | -------- | ----- |
| - Периця 74'        | Протокол |       |

| Ніцца                             | 2:0 (дч) | Маккабі (Тель-Авів) |
| --------------------------------- | -------- | ------------------- |
| - Клод Моріс 25' - Бека Бека 113' | Протокол |                     |

Ніцца перемогли 2:1 після додаткового часу за сумою матчів.
| ФКСБ       | 1:2      | Вікінг                     |
| ---------- | -------- | -------------------------- |
| - Коман 3' | Протокол | - Кабран 5' - Бйорсхол 35' |

| Вікінг              | 1:3      | ФКСБ                                             |
| ------------------- | -------- | ------------------------------------------------ |
| - Тріпич 26' (пен.) | Протокол | - Еджума 2' - Кордя 54' - Радунович 90+4' (пен.) |

ФКСБ перемогли 4:3 за сумою матчів.
| Вільярреал                                               | 4:2      | Хайдук (Спліт)                 |
| -------------------------------------------------------- | -------- | ------------------------------ |
| - Моралес 15', 36' - Лівая 19' (аг) - Жерар Морено 45+1' | Протокол | - Біук 2' - Фоссаті 85' (пен.) |

| Хайдук (Спліт) | 0:2      | Вільярреал                   |
| -------------- | -------- | ---------------------------- |
|                | Протокол | - Педраса 37' - Чуквуезе 56' |

Вільярреал перемогли 6:2 за сумою матчів.
| Ракув                   | 2:1      | Славія (Прага) |
| ----------------------- | -------- | -------------- |
| - Лопес 29' - Тудор 61' | Протокол | - Голеш 60'    |

| Славія (Прага)            | 2:0 (дч) | Ракув |
| ------------------------- | -------- | ----- |
| - Усор 62' - Шранц 120+2' | Протокол |       |

Славія перемогли 3:2 після додаткового часу за сумою матчів.
| КС У Крайова | 1:1      | Хапоель (Беер-Шева) |
| ------------ | -------- | ------------------- |
| - Іван 75'   | Протокол | - Хатуель 70'       |

| Хапоель (Беер-Шева)                     | 1:1 (дч) | КС У Крайова                               |
| --------------------------------------- | -------- | ------------------------------------------ |
| - Хемед 105+1'                          | Протокол | - Рогульїч 150'                            |
| Пенальті                                |          |                                            |
| - Сулейманов - Келтьєнс - Лопеш - Дадія | 4:3      | - Рогульїч - Іван - Ністор - Геман - Банку |

2:2 за сумою матчів. Хапоель перемогли 4:3 по пенальті.
| Партизан                                                       | 4:1      | Хамрун Спартанс |
| -------------------------------------------------------------- | -------- | --------------- |
| - Рікарду Гоміш 15' - Урошевич 25' - Діабате 33' - Андраде 77' | Протокол | - Гіллом'є 52'  |

| Хамрун Спартанс                                                | 3:3      | Партизан                                |
| -------------------------------------------------------------- | -------- | --------------------------------------- |
| - Прша 27' - Вінісіуш Фрейташ 82' (пен.) - Феделе 90+1' (пен.) | Протокол | - Рікарду Гоміш 34', 78' - Урошевич 72' |

Партизан перемогли 7:4 за сумою матчів.
| Кельн     | 1:2      | Фегервар                      |
| --------- | -------- | ----------------------------- |
| - Діц 14' | Протокол | - Зівзівадзе 32' - Дардай 40' |

| Фегервар | 0:3      | Кельн                                    |
| -------- | -------- | ---------------------------------------- |
|          | Протокол | - Гюберс 10' - Скірі 46' - Шиндлер 90+4' |

Кельн перемогли 4:2 за сумою матчів.
| Вест Гем Юнайтед                         | 3:1      | Віборг      |
| ---------------------------------------- | -------- | ----------- |
| - Скамакка 24' - Боуен 64' - Антоніо 78' | Протокол | - Бонде 69' |

| Віборг | 0:3      | Вест Гем Юнайтед                           |
| ------ | -------- | ------------------------------------------ |
|        | Протокол | - Скамакка 22' - Бенрахма 51' - Соучек 64' |

Вест Гем перемогли 6:1 за сумою матчів.
| Янг Бойз | 0:1      | Андерлехт      |
| -------- | -------- | -------------- |
|          | Протокол | - Делькруа 57' |

| Андерлехт                              | 0:1 (дч) | Янг Бойз                                  |
| -------------------------------------- | -------- | ----------------------------------------- |
|                                        | Протокол | - Елія 26'                                |
| Пенальті                               |          |                                           |
| - Гудт - Струйкенс - Садікі - Еспозіто | 3:1      | - Рідер - Ррудгані - Імері - Лустенбергер |

1:1 за сумою матчів. Андерлехт перемогли 3:1 по пенальті.
| Словацко                                       | 3:0      | АІК |
| ---------------------------------------------- | -------- | --- |
| - Петржела 28' - Синявський 77' - Рейнберк 81' | Протокол |     |

| АІК | 0:1      | Словацко         |
| --- | -------- | ---------------- |
|     | Протокол | - Синявський 76' |

Словацко перемогли 4:0 за сумою матчів.
| Молде | 0:1      | Вольфсбергер |
| ----- | -------- | ------------ |
|       | Протокол | - Барібо 22' |

| Вольфсбергер | 0:4      | Молде                                                  |
| ------------ | -------- | ------------------------------------------------------ |
|              | Протокол | - Брейвік 6' - Маннсверк 34' - Брюнгільдсен 72', 90+3' |

Молде перемогли 4:1 за сумою матчів.
| АЗ                                                         | 4:0      | Жил Вісенте |
| ---------------------------------------------------------- | -------- | ----------- |
| - Д. де Віт 24' - Лахдо 78' - Павлідіс 85' - М. де Віт 89' | Протокол |             |

| Жил Вісенте        | 1:2      | АЗ                         |
| ------------------ | -------- | -------------------------- |
| - Боселлі Граф 86' | Протокол | - Ев'єн 60' - Рейндерс 64' |

АЗ перемогли 6:1 за сумою матчів.

## Позначки
1. ↑  Східноєвропейський літній час (UTC+3)
2. ↑  Домашній матч Алашкерту відбувся на стадіоні ім. Вазгена Саркісяна у Єреван (Вірменія), оскільки їх домашній стадіон — Алашкерт у Єревані — не відповідає вимогам УЄФА.
3. 1 2 3 4  Домашні матчі Хамрун Спартанс відбудуться на стадіоні Сентенарі у Та-Калі (Мальта), оскільки їх домашній стадіон — Віктор Тедеско у Хамруні — не відповідає вимогам УЄФА.
4. ↑  Домашній матч Академії Пандєва відбувся на стадіоні Тренувальний центр ФФМ у Скоп'є (Пн. Македонія), оскільки їх домашній стадіон — Благой Істатов у Струмиці — не відповідає вимогам УЄФА.
5. 1 2  Домашні матчі Дріти відбудуться на стадіоні Фаділь Вокрі у Приштині (Косово), оскільки їх домашній стадіон — Міський у Г'їлані — не відповідає вимогам УЄФА.
6. 1 2  Домашні матчі Пайде відбудуться на стадіоні Пярну Раннастаадіон у Пярну (Естонія), оскільки їх домашній стадіон — Пайде у одноіменному місті — не відповідає вимогам УЄФА.
7. 1 2  Домашні матчі Лачі відбудуться на Ельбасан Арені у Ельбасані (Албанія), оскільки їх домашній стадіон — Лачі у одноіменному місті — не відповідає вимогам УЄФА.
8. ↑  Домашній матч Іскри відбувся на стадіоні DG Арена у Подгориці (Чорногорія), оскільки їх домашній стадіон — Браче Велашевич у Даниловграді — не відповідає вимогам УЄФА.
9. ↑  Домашній матч Г'їлані відбувся на стадіоні Фаділь Вокрі у Приштині (Косово), оскільки їх домашній стадіон — Міський у Г'їлані — не відповідає вимогам УЄФА.
10. ↑  Домашній матч Сфинтул Георге відбувся на стадіоні СК «Оргіїв» у місті Оргіїв (Молдова), оскільки їх домашній стадіон — Суручень у одноіменному селі — не відповідає вимогам УЄФА.
11. ↑  Домашній матч Кауно Жальгіріс відбувся на стадіоні Судува у Маріямполі (Литва), оскільки їх домашній стадіон — Футбольна академія Кауно Жальгіріс у Каунасі — не відповідає вимогам УЄФА.
12. ↑  Домашній матч Ллапі відбувся на стадіоні Фаділь Вокрі у Приштині (Ковосо), оскільки їх домашній стадіон — Захір Паязіті у Подуєво — не відповідає вимогам УЄФА.
13. ↑  Домашній матч Борацу відбувся на стадіоні Мілан Єлич у Модричі (Боснія і Герцеговина) замість їх домашнього стадіону — Міський у Баня-Лука.
14. 1 2  Домашні матчі Вікінгуру відбудуться на стадіоні Торсволлюр у Торсгавні (Фарерські острови), оскільки їх домашній стадіон — Серпугерді у Геті — не відповідає вимогам УЄФА.
15. ↑  Домашній матч Бала Тауну відбувся на стадіоні Парк Галл у Освестрі (Англія), оскільки їх домашній стадіон — Маес Тегід у Балі — не відповідає вимогам УЄФА.
16. 1 2  Домашні матчі Тре Фйорі відбудуться на Сан-Марино Стедіум у Серравалле (Сан-Марино), оскільки їх домашній стадіон — Фйорентіно у однойменному місті — не відповідає вимогам УЄФА.
17. 1 2 3 4 5 6 7 8  Через участь Білорусі у російському вторгненні в Україну, УЄФА зобов'язали білоруські команди проводити домашні матчі на нейтральному полі та без глядачів до подальших повідомлень.[38][39]
18. ↑  Домашній матч Дечича відбувся на стадіоні Под Горицом у Подгориці (Чорногорія), оскільки їх домашній стадіон — Тушко Полє у Тузі — не відповідає вимогам УЄФА.
19. ↑  Домашній матч Тре Пенне відбувся на стадіоні Сан-Марино Стедіум у Серравалле (Сан-Марино), оскільки їх домашній стадіон — Фонте дель Ово у Сан-Марино — не відповідає вимогам УЄФА.
20. 1 2  Домашні матчі Тузла Сіті відбудуться на стадіоні Грбавиця у Сараєві (Боснія і Герцеговина), оскільки їх домашній стадіон — Тушань у Тузлі — не відповідає вимогам УЄФА.
21. 1 2  Домашні матчі Сабуртало відбудеться на стадіоні ім. Тенціга Бурджанідзе у Горі (Грузія) замість їх домашнього стадіону — ім. Михайла Месхі у Тбілісі.
22. ↑  Домашній матч Партизані відбувся на Ельбасан Арені у Ельбасані (Албанія) замість їх домашнього стадіону — Арена Комбетаре у Тирані.
23. 1 2 3  Домашні матчі Шкендії відбудуться на стадіоні Тоше Проескі у Скоп'є (Пн. Македонія), оскільки їх домашній стадіон — Еколог Арена у Тетово — не відповідає вимогам УЄФА.
24. 1 2 3  Домашні матчі Петрокубу відбудуться на стадіоні Зімбру у Кишиневі (Молдова), оскільки їх домашній стадіон — Міський у Хинчештах — не відповідає вимогам УЄФА.
25. 1 2  Домашні матчі Ньютауну відбудуться на стадіоні Парк Галл у Освестрі (Англія), оскільки їх домашній стадіон — Латем-Парк у Ньютауні — не відповідає вимогам УЄФА.
26. ↑  Домашній матч Ботеву відбудеться на стадіоні Васил Левський у Софії (Болгарія) замість їх домашнього стадіону — Христо Ботев у Пловдиві.
27. ↑  Домашній матч Арісу відбудеться на АЕК Арені у Ларнаці (Кіпр) замість їх домашнього стадіону — Ціріон у Лімасолі.
28. ↑  Домашній матч Вележу відбудеться на стадіоні Грбавиця у Сараєві (Боснія і Герцеговина) замість їх домашнього стадіону — Роджени у Мостарі.
29. ↑  Домашній матч Македонії ГП відбудеться на стадіоні Тренувальний центр ФФМ у Скоп'є (Пн. Македонія), оскільки їх домашній стадіон — Гьорче Петров у Скоп'є — не відповідає вимогам УЄФА.
30. ↑  Домашній матч Зіри відбудеться на Далга Арені у Баку (Азербайджан), оскільки їх домашній стадіон — Олімпійський у Зірі — не відповідає вимогам УЄФА.
31. 1 2  Домашній матчі Кизилжару відбудуться на Астана Арені у Нур-Султані (Казахстан), оскільки їх домашній стадіон — Карасай у Петропавлі — не відповідає вимогам УЄФА.
32. ↑  Домашній матч Расінгу відбудеться на стадіоні Стад де Люксембург у місті Люксембург (Люксембург), оскільки їх домашній стадіон — Стад Ахіль Гаммерель у Люксембурзі — не відповідає вимогам УЄФА.
33. 1 2  Через російське вторгнення, українські клуби грають домашні матчі на нейтральному полі.
34. ↑  Домашній матч Пайде третього кваліфікаційного раунду відбудеться на А. Ле Кок Арені у Таллінні (Естонія), оскільки їх домашній стадіон — Пайде у одноіменному місті — не відповідає вимогам УЄФА.
35. ↑  Домашній матч Б36 в третьому кваліфікаційному раунді відбудеться на стадіоні Торсволлюр у Торсгавні (Фарерські острови), оскільки їх домашній стадіон — Гундадалюр у Торсгавні — не відповідає вимогам УЄФА.
36. 1 2  Домашні матчі ЦСКА в третьому кваліфікаційному раунді та раунді плей-оф відбудуться на стадіоні Васил Левський у Софії (Болгарія), оскільки їх домашній стадіон — Болгарска армія у Софії — не відповідає вимогам УЄФА.
37. ↑  Домашній матч Сент-Патрікс в третьому кваліфікаційному раунді відбудеться на стадіоні Талла у Дубліні (Ірландія), оскільки їх домашній стадіон — Річмонд Парк у Дубліні — не відповідає вимогам УЄФА.
38. 1 2  Домашні матчі Вольфсбергеру відбудуться на стадіоні Вертерзее-Штадіон у Клагенфурті (Австрія), оскільки їх домашній стадіон — Лавантталь-Арена у Вольфсбергу — не відповідає вимогам УЄФА.
39. ↑  Домашній матч Чукаричків третього кваліфікаційного раунду відбудеться на стадіоні Партизан у Белграді (Сербія) замість їх домашнього стадіону — Чукарички у Белграді.
40. ↑  Домашній матч Вільярреалу відбудеться на стадіоні Сьютат де Валенсія у Валенсії (Іспанія) замість їх домашнього стадіону — Естадіо де ла Кераміка у Вілярреалі.
41. ↑  Домашній матч У Крайова в раунді плей-оф відбудеться на Муніципальному стадіоні у Дробета-Турну-Северині (Румунія) замість їх домашнього стадіону — Йон Облеменко у Крайові.